# Площа Мерсед
Площа Мерсéд (ісп. Plaza de la Merced) — площа в центрі Малаги, розташована в однойменному кварталі. Вважається однією з основних площ міста, де проходять різні заходи і фестивалі. Тут знаходиться будинок, де народився Пабло Пікассо (нині Будинок-музей Пікассо і штаб-квартира Фонду Пікассо).
З 2008 року про Пікассо також нагадує його скульптура роботи Франсіско Лопеса Ернандеса, встановлена на площі поряд з рідною домівкою художника. У центрі площі встановлено пам'ятник генералу Торріхосу. На площі Мерсед в різний час також проживали генерал Рафаель Рієго-і-Нуньєс, скульптор Фернандо Ортіс, письменник Хуан Хосе Релосільяс, архітектор Херонімо Куерво та художники Бернардо Феррандіс і Енріке Брінкманн.